# オオモズ

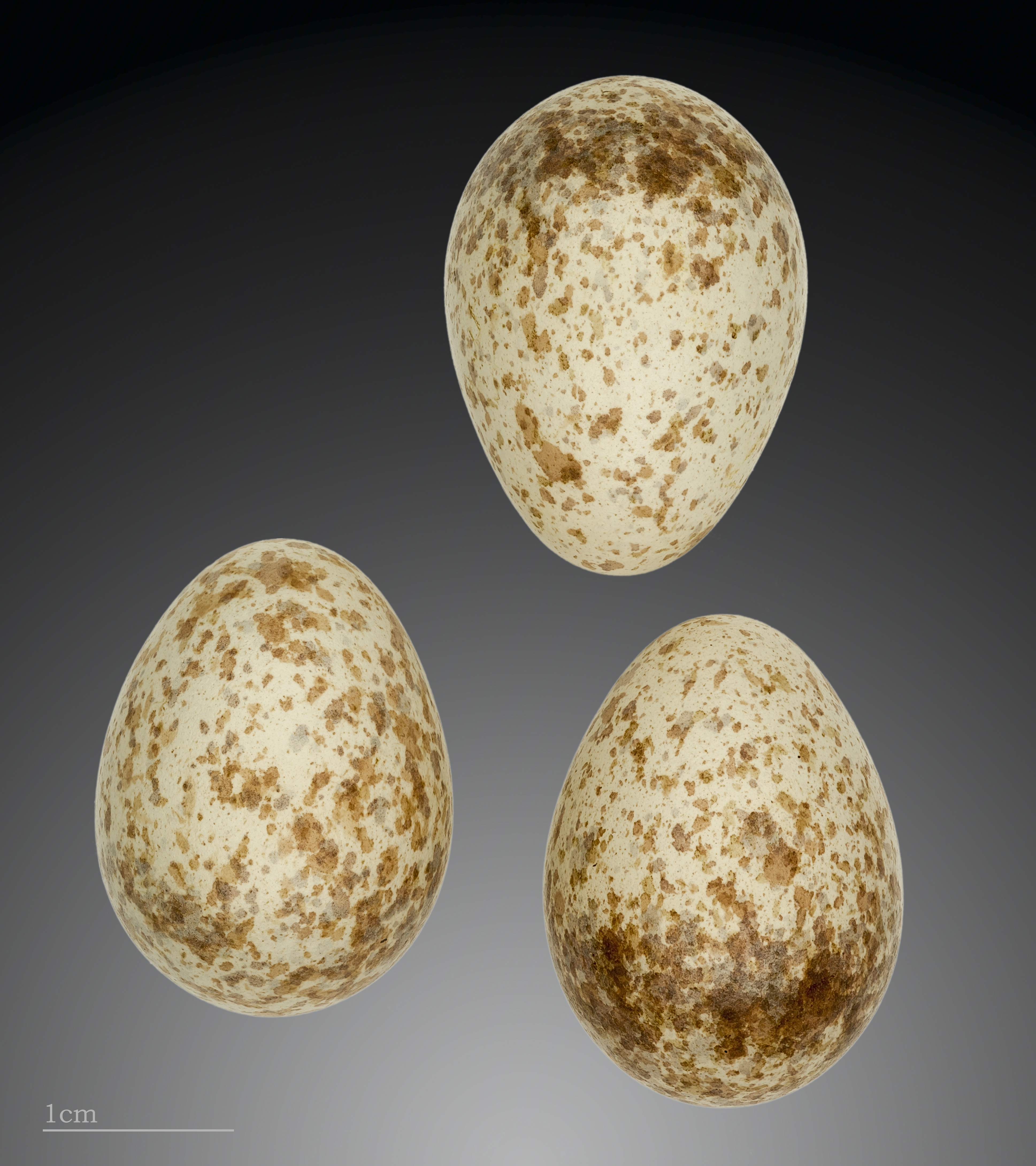
Lanius excubitor

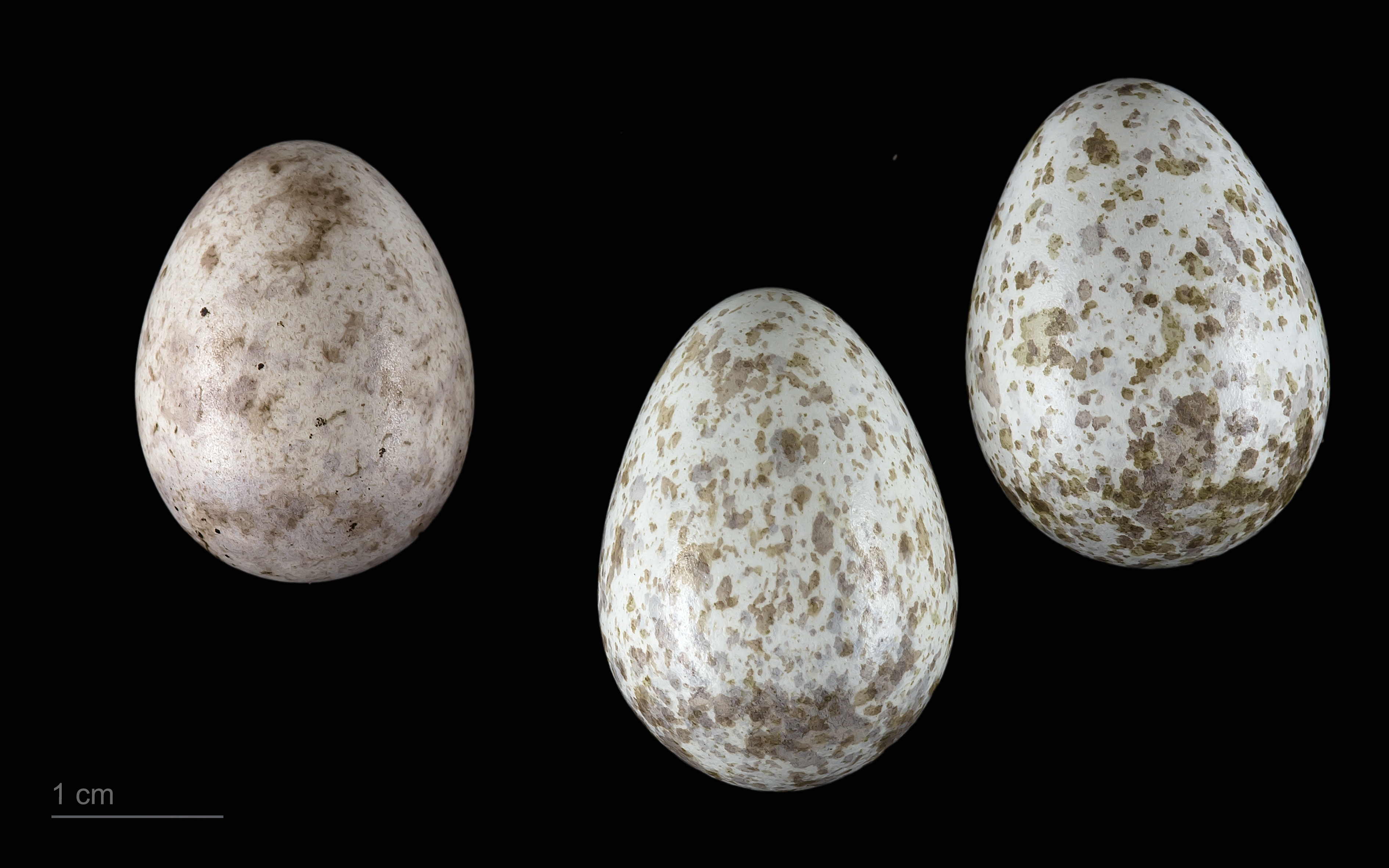
Cuculus canorus canorus + Lanius excubitor

オオモズ（大百舌、学名Lanius borealis）は、スズメ目モズ科モズ属に分類される鳥類の一種である。名前の由来は、大きなモズの意。

## 分布
ユーラシア大陸北部やインド中部、アフリカの中部で繁殖し、冬期はやや南方に渡って越冬する。
日本では冬鳥または旅鳥として渡来するが、数は少ない。北海道や東北地方では比較的多い。北海道では繁殖の記録がある。

## 形態
全長約24cm。体重65-75ｇ。ムクドリと同じくらいの大きさであり、雌雄同色である。頭上から背中は灰色で、腰は白く、尾は黒い。翼は黒く、初列風切に白斑がある。眉斑は白く通眼線は黒い。幼鳥は全体に灰褐色である。

## 分類
本種は以前はGreat Grey Shrike （Lanius excubitor) の亜種とされていたが、遺伝子に基づく研究により、現在では独立した種とされている。英語名は Northern Shrikeである。
以下の亜種が存在する。
- Lanius borealis sibiricus    Bogdanov, 1881
- Lanius borealis bianchii     Hartert, EJO, 1907  オオモズ
- Lanius borealis mollis    Eversmann, 1854  シベリアオオモズ
- Lanias borealis funereus    Menzbier, 1894
- Lanias borealis borealis    Vieillot, 1808

## 生態
農耕地や草原に生息する。繁殖期以外は、単独で生活するものが多い。電線や枯れ枝、杭等にとまったり、低空飛行をして獲物を探す。
食性は動物食で主にネズミ等の小型哺乳類を捕食する。また昆虫類や小型の鳥類も捕食する。はやにえを行う。
樹上に枯れ枝、樹皮、植物の根を使って皿状の巣を作り、4-6月に1腹5-7個の卵を産む。抱卵期間は約15日で、雌が抱卵する。雛は19-20日で巣立ちし、その後約14日で親から独立する。